# Johannes Henricus Scholten

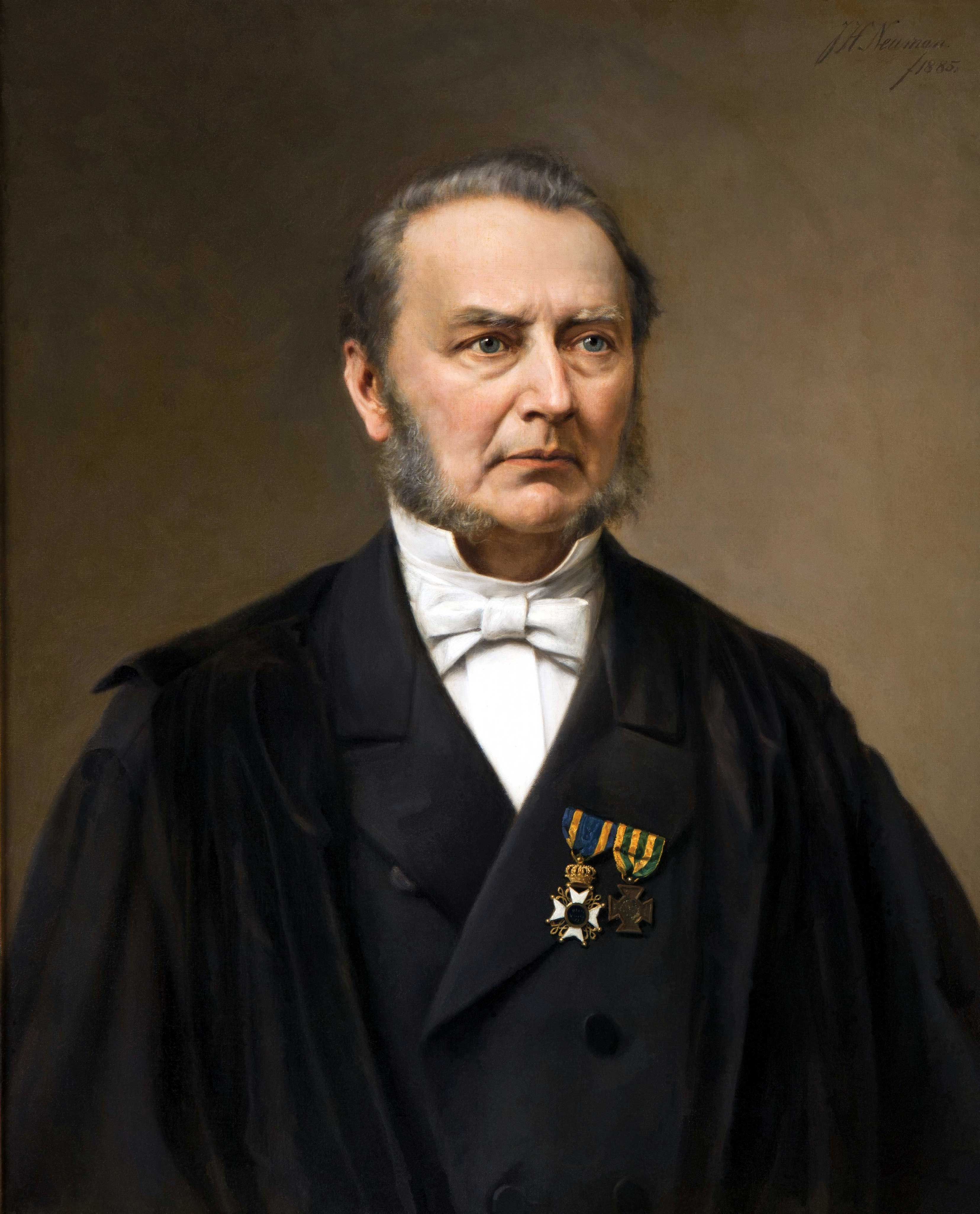
Johannes Henricus Scholten

Johannes Henricus Scholten (auch: Johannes Heinrich Scholten, Joannes Henricus Scholten; * 17. August 1811 in Vleuten bei Utrecht; † 10. April 1885 in Leiden) war niederländischer bedeutender reformierter Theologe. Er gilt als Haupt der kritischen evangelischen Theologie seiner Zeit. 

## Leben
Johannes Henricus war der Sohn des Pfarrers Wessel Scholten (* 8. Mai 1785 in Amsterdam; † 5. Dezember 1856 in Leiden) und dessen Frau Andrietta Christina van Heusde (* 10. August 1784 in Leiden; † 11. November 1857 ebenda). Nach dem Besuch der Schulen in Harderwijk und ab dem zwölften Lebensjahr des Gymnasiums in Delft, bereitete er sich ab 1827 durch Privatunterricht auf ein Studium vor. Am 15. Juni 1828 immatrikulierte er sich an der Universität Utrecht als Student der Theologie. Zunächst studierte er ab September 1828 anfänglich die klassische Literatur und Philosophie an der Utrechter Hochschule. Seine Studienzeit unterbrach er 1830, als die Belgische Revolution losbrach und er sich selbst bei den Utrechtschen freiwilligen Jägern an den militärischen Auseinandersetzungen beteiligte. Zurückgekehrt nach Utrecht, verstärkte er 1832 seine theologischen Studien bei Jodocus Heringa Eliza’s zoon, Hermanus Bouman (1789–1864) und Herman Johan Royaards (1774–1854). 
Bereits in seiner Studienzeit hatte er den in den Niederlanden vorherrschenden Supranaturalismus kennengelernt, der ihn wenig ansprach. Vielmehr interessierten ihn die aus Deutschland einströmenden philosophisch-theologischen Überlegungen von Friedrich Schleiermacher und Karl von Hase. Diese Einflüsse sollten in der Folgezeit seine theologische Grundauffassung prägen. Scholten promovierte am 18. März 1835 mit dem Thema De Demostheneae eloquentia charactere unter seinem Onkel Philipp Wilhelm van Heusde mit magna cum Laude zum Doktor der Philosophie und am 14. Juni 1836 unter Royaards mit der Abhandlung De Dei erga hominem amore, principe religionis Christianae loco zum Doktor der Theologie. Bereits im Jahre seiner theologischen Promotion wurde er unter die Kandidaten eines Predigtamts aufgenommen. 
Ab 1837 wurde er Pfarrer in Meerkerk, 1840 Professor der Theologie an dem Gymnasium Athenaeum in Franeker und 25. Juni 1843 zum außerordentlicher Professor der Theologie an der Universität Leiden berufen. Nachdem er das Amt am 16. September 1843 mit der Rede de Religione Christiana suae ipsa divinitatis in animo humano vindice angetreten hatte, wurde er am 10. Dezember 1845 ordentlicher Professor der genannten Fakultät. Sein Lehrauftrag umfasste die Einleitung in das neue Testament, die natürliche Theologie und Dogmatik. 1876 berief man ihn zum Professor der theologischen Philosophie und der Kirchengeschichte. Zudem beteiligte er sich auch an den organisatorischen Aufgaben der Hochschule und war 1846/47, 1856/57, sowie 1876/77 Rektor der Alma Mater. Am 29. Mai 1881 wurde er per königlichen Beschluss aus seiner Professur emeritiert. Scholten gilt aus Haupt der kritischen Theologie in den Niederlanden. 
Am 5. Mai 1856 wurde er Mitglied der Abteilung Literatur der Königlich Niederländischen Akademie der Wissenschaften.
Scholten war zwei Mal verheiratet. 
Am 10. Mai 1838 verheiratete sich Johannes Henricus Scholten in Utrecht mit Maria Anna de Kock (* 9. Januar 1815 in Utrecht; † 3. Mai 1839 in Meerkerk), die Tochter des Arztes Ijsbrand de Kock (* 21. Oktober 1781 in Utrecht; † 31. Oktober 1868 in Utrecht) und dessen Frau Josina Gepke van Geuns (* 26. Mai 1776 in Groningen; † 11. Mai 1852 in Utrecht). 
Seine zweite Ehe schloss er am 7. April 1842 in Utrecht mit Adriana Maria Altera Ras (* 30. Juni 1820 in Utrecht; † 13. April 1898 in Leiden) die Tochter des Pieter Ras (* 14. Januar 1792 Utrecht; † 30. September 1859 ebenda) und der Johanna Jacoba Dronsberg (* 24. Juni 1798 in Amsterdam; † 16. Juni 1856 in Arnhem). Aus der zweiten Ehe kennt man zwei Töchter: 
- Andreëtta Christina Wesselina Scholten (* Franeker † 10. November 1936 in Leiden)
- Johanna Petronella Jacoba Scholten (* 13. November 1846 in Leiden) verheiratet am 22. April 1870 in Leiden mit dem Professor der Medizin Teunis Zaayer

## Wirken
Der erste Teil seiner Wirksamkeit war der Dogmatik und der Religionsphilosophie gewidmet. Die bezüglichen Schriften sind: 
- Leer der hervormde kerk in hare grondbeginselen  (Leiden 1848-50, 4. Ausg. 1861-62; deutscher Auszug von Nippold in der  Zeitschrift für historische Theologie 1865) und die auch deutsch erschienenen Werke:
- Geschichte der Religion und Philosophie (Leiden 1853, 3. Aufl. 1863; deutsch von Redepenning, Elberfeld 1868) und
- Der freie Wille (Leiden 1859; deutsch von Manchot, Berlin 1874).

Der Grundgedanke ist die Abhängigkeit des Menschen von Gott, der ihn determiniert, so dass der Mensch die eigene Kraft als eine ihm innewohnende Gottesmacht, das eigene Denken und Wirken als inneres Offenbaren, Rufen und Ziehen Gottes betrachten und darin seine persönliche Würde finden darf. Die zweite Hälfte seiner Wirksamkeit war der neutestamentlichen Kritik gewidmet, in welcher Beziehung er in den Niederlanden eine ähnliche Stellung einnimmt wie einst der Tübinger Ferdinand Christian Baur in Deutschland.

## Werke (Auswahl)
- Historisch-kritische inleiding tot de schriften des Nieuwen Testaments (Leiden 1855, 2. Aufl. 1856);
- Geschiedenis der christelijke godgeleerdheid gedurende het tijdperk des Nieuwen Testaments (Leiden 1856, 2. Aufl. 1857);
- Het evangelie naar Johannes (Leiden. 1864; deutsch von Lang, Berlin 1867);
- De oudste getuigenissen aangaande de schriften des Nieuwen Testaments (1866; deutsch von Manchot, Bremen 1867);
- Het oudste evangelie (Leiden 1868; deutsch von Redepenning, Elberfeld 1869);
- Het Paulinisch evangelie (Leiden 1870; deutsch von Redepenning, Elberfeld 1881);
- De apostel Johannes in Klein-Azië (Leiden 1871; deutsch von Spiegel, Berlin 1872);
- Historisch- critische bijdragen naar aanleiding van de nieuwste hypothese aangaande Jezus en Paulus (Leiden 1882).

Eine Übersicht über seine theologische Entwicklung gibt seine Schrift Afscheidsrede bij het neerleggen van het hoogleeraarsambt (Leiden. 1881).